# Fountains Hall
Pour les articles homonymes, voir Fountain.
Fountains Hall est une maison de campagne près de Ripon dans le Yorkshire du Nord, en Angleterre, située dans le site du patrimoine mondial de Parc de Studley Royal qui comprend les ruines de l'Abbaye de Fountains. Il appartient au National Trust et est un bâtiment classé Grade I. 

## Histoire

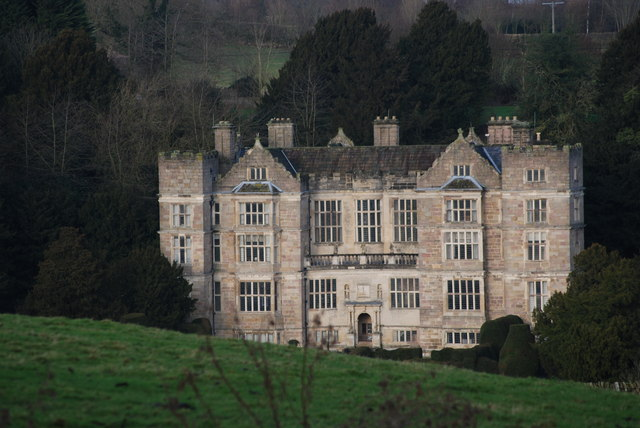
Fountains Hall

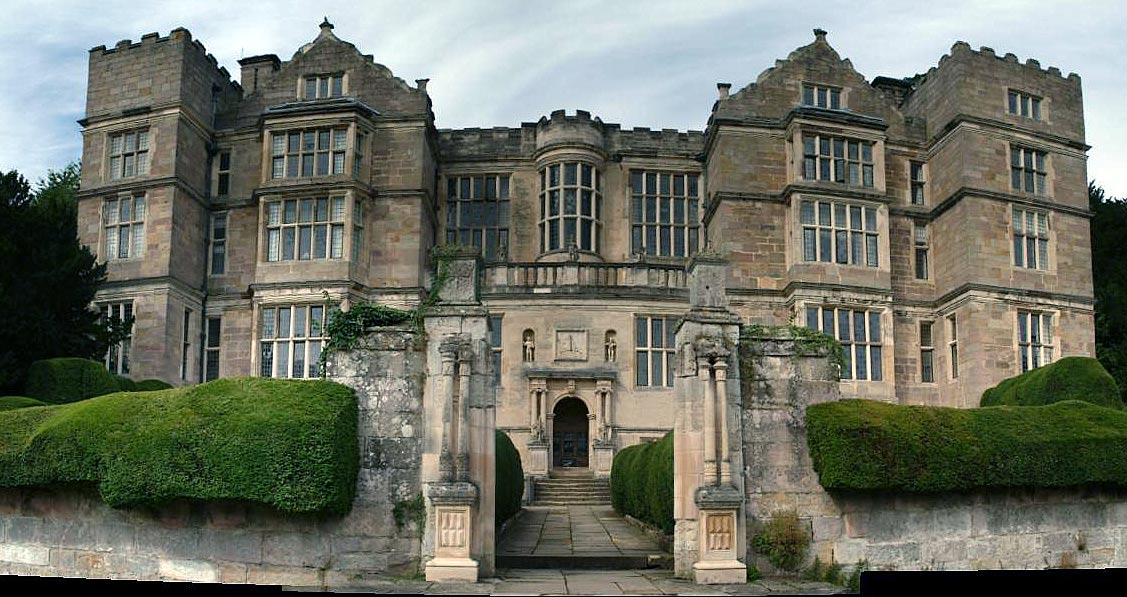
Fountains Hall

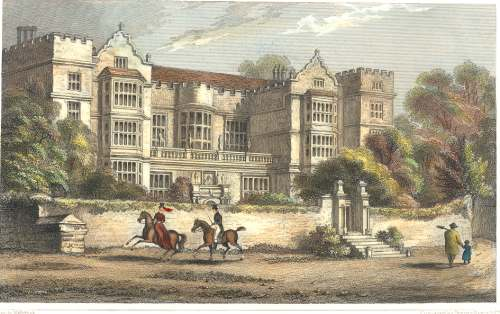
Fountains Hall en 1830

La maison est construite par Stephen Proctor entre 1598 et 1604, en partie avec des pierres provenant des ruines de l'abbaye. C'est un exemple de maison prodige de la fin de l'époque élisabéthaine, peut-être influencée par l'œuvre de Robert Smythson. Après la mort de Proctor en 1619, Fountains Hall passe à la famille Messenger, qui le vend à William Aislabie de Studley Royal, 150 ans plus tard . Fountains Hall devient superflu car la famille Aislabie est restée à Studley Royal. Il est loué à des locataires et à un moment donné, certaines parties de celui-ci sont utilisées pour le stockage de la ferme.
La maison est rénovée et modernisée entre 1928 et 1931, et le duc et la duchesse d'York (plus tard le roi George VI et la reine Elizabeth) y ont souvent séjourné en tant qu'invités de Lady Doris Vyner, sœur du duc de Richmond et de Gordon.
Pendant la Seconde Guerre mondiale, Fountains Hall et d'autres bâtiments du domaine sont utilisés pour loger les évacués. Studley Royal devient la maison de guerre de l'école Queen Ethelburga de Harrogate et le sanatorium de l'école se trouve à Fountains Hall. L'écurie et la cour servent de dortoirs tandis qu'un coin devient la chapelle de l'école. Le manoir a un balcon bien qu'il ne puisse pas être utilisé car l'escalier est considéré comme dangereux pour le public.

## Mémorial de Vyner
Les Vyners perdent un fils et une fille pendant la Seconde Guerre mondiale ; Charles est un pilote de la Royal Naval Reserve porté disparu au combat près de Rangoon. Elizabeth est membre du Women's Royal Naval Service et est décédée d'une encéphalite léthargique alors qu'elle était en service à Felixstowe, Suffolk. Il y a une sculpture qui les rappelle et que l'on peut voir en sortant de la maison en descendant les marches de pierre.

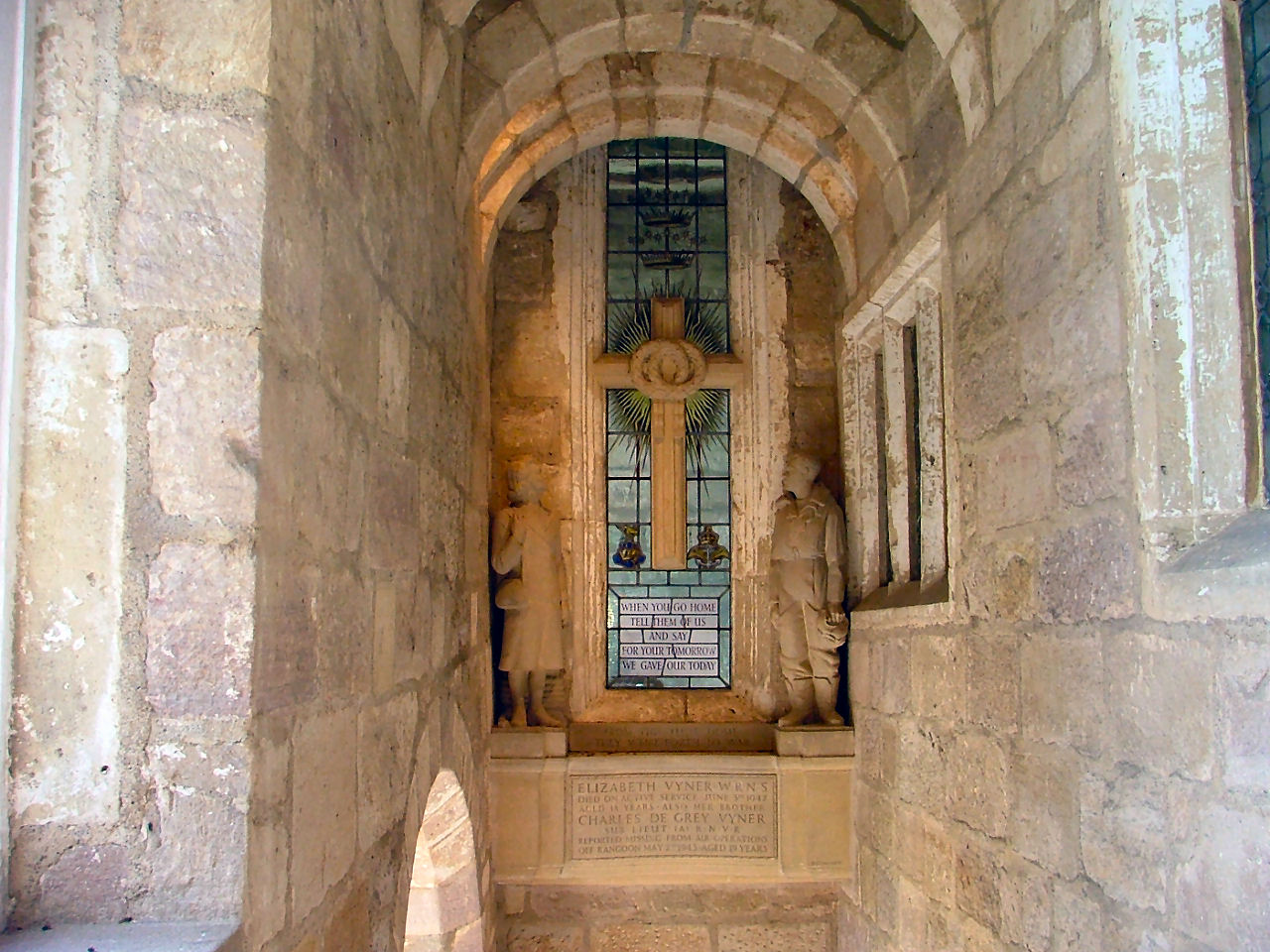
Fenêtre commémorative de Vyner dans l'escalier

Après la guerre, la maison tombe à nouveau dans un état de délabrement.
Le National Trust acquiert le domaine Fountains du North Yorkshire County Council en 1983 et restaure la maison. Une partie est divisée en appartements dont un en location saisonnière. Les visiteurs de l'abbaye de Fountains peuvent voir le hall en pierre lambrissé de chêne et une salle d'exposition attenante, et il est prévu de restaurer la chapelle.

## Lieu de tournage
Fountains Hall est le lieu utilisé pour les prises de vue en extérieur de Baddesley Clinton pour le raid de 1603 dans le premier épisode de la mini-série Gunpowder de BBC One en 2017 sur les événements entourant la Conspiration des Poudres ,,,.
Certains plans extérieurs de l'adaptation cinématographique de 1993 de The Secret Garden y sont tournés.